# 喜岡寺
喜岡寺（きおかじ）は、香川県高松市にある真言宗御室派の寺院。山号は栄松山。本尊は不動明王。

## 歴史
1229年（寛喜元年）に覚行法親王が常光寺として開基したが、後に焼失し長らく廃寺となっていた。ところが、1592年（文禄3年）に古高松村の旦那衆が常光寺の復活を願って堂宇を建築し、この地がかつて喜岡城跡であったことから喜岡寺として中興した。

## 旧高松城跡
境内はかつて高松城（別名：喜岡城、以下同上）の本丸であった。この高松城は現在の高松城（別名：玉藻城、以下同上）とは別の城であるが、玉藻城の名前はこの「高松」を引き継いだものであり、この一帯は現・高松市の地名のルーツでもある。
喜岡城は1335年（建武2年）に建武の新政で功をあげて讃岐守護となった舟木頼重（後に地名をとって高松頼重と名乗る）が築城するも、同年11月26日に足利尊氏の臣下、細川定禅らの軍勢によって落城する。しかし、頼重は生き延び、子孫の高松頼邑によって城は再建。その後香西氏に属したが、1585年（天正13年）4月26日に豊臣秀吉の長宗我部氏に対する四国攻めに際し、宇喜多秀家を総大将とする約2万3千人に攻め込まれる。対する頼邑側は長宗我部氏からの援兵を合わせてわずか200人の兵をもって戦うも敢え無く、全員が討死し喜岡城は再び落城した。この事件は結果的に讃岐における最後の軍隊同士による戦の舞台となった。
その後1590年（天正18年）に生駒親正が香東郡篦原庄玉藻浦に城を築き、現在に至るまでこの城を新たな高松城とした。この時喜岡城周辺では地名として「高松」が定着していたが、新たな高松は玉藻城とその城下町を指すよう変更されたため、元祖高松の地域は「古高松」と改名され、現在でも周辺の地区名として使用されている。

## 交通アクセス
- JR高徳線屋島駅：徒歩10分
- ことでん志度線古高松駅：徒歩9分
- ことでんバス庵治線古高松バス停：徒歩8分